# Agasicles (insecto)
Agasicles es un género de escarabajos de la familia Chrysomelidae. Son nativos de Sudamérica, la especie Agasicles hygrophila ha sido introducido en el sur de Estados Unidos como control biológico de la maleza acuática Alternanthera philoxeroides.

## Especies
Tiene las siguientes especies:
- Agasicles connexa (Boheman, 1859)
- Agasicles hygrophila Selman & Vogt, 1971
- Agasicles interrogationis (Clark, 1865)
- Agasicles opaca Bechyné, 1959
- Agasicles vittata Jacoby, 1905